# Buljol

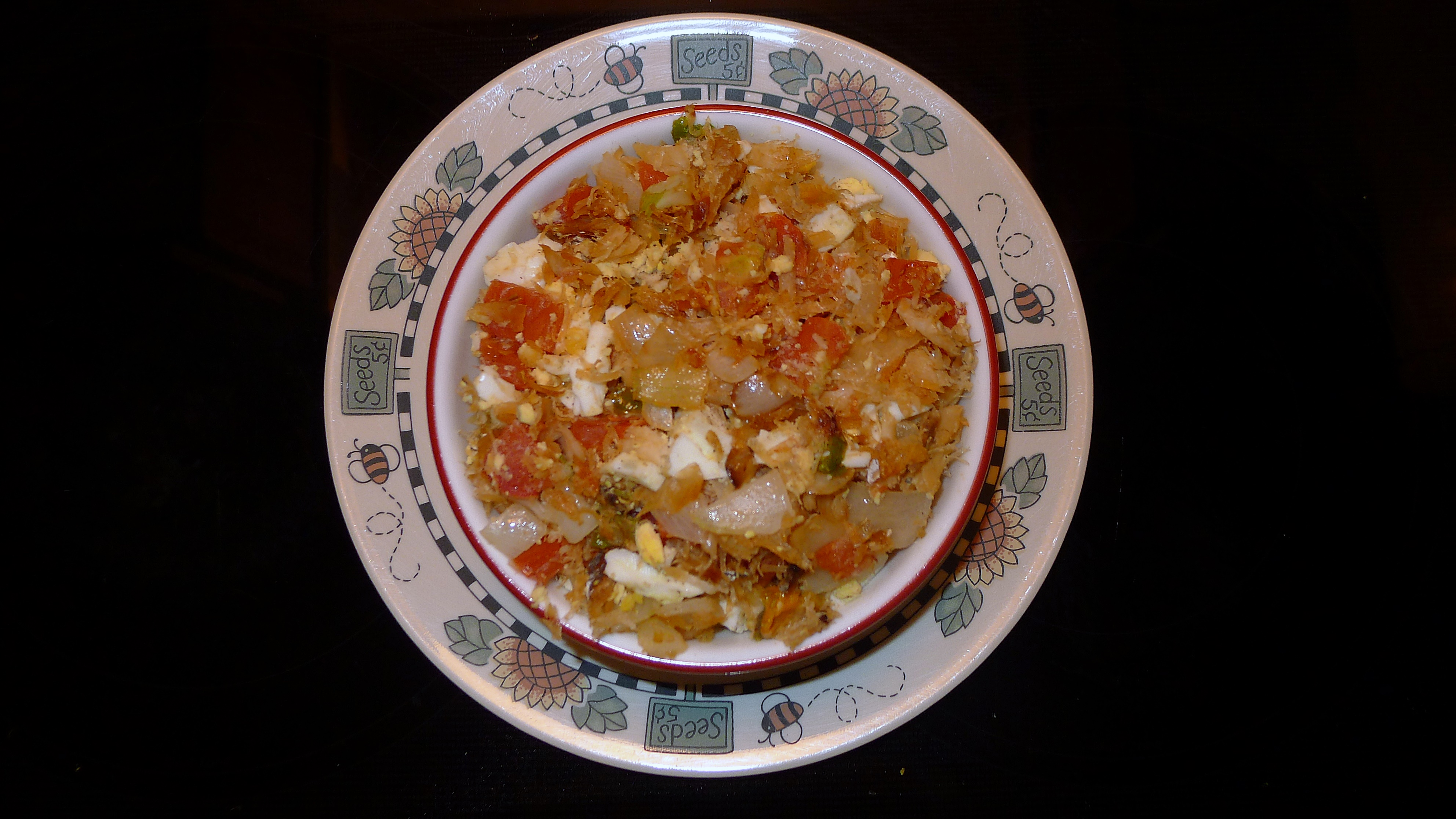
Buljol mit gekochtem Ei

Buljol ist ein Fischsalat der trinidadischen Küche, der vorwiegend zum Frühstück gegessen wird.

## Beschreibung und Verbreitung
Buljol besteht aus kleingehacktem, in Salz konserviertem Kabeljau, Tomaten und Chilis. Der Name kommt aus dem Französischen und geht zurück auf eine Kombination der Wörter brulé (verbrannt) und gueule (Maul), also „verbranntes Maul“, was im trinidadischen Patois des 19. Jahrhunderts zu „bu’n jaw“ und schließlich zu „buljol“ wurde. Der Salat wird kalt serviert, namensgebend ist mithin nicht die Temperatur, sondern die Schärfe der zugegebenen Chilis. Früher war Buljol in Trinidad und Tobago ein klassisches Armeleuteessen, heute ist es eine beliebte Frühstückszutat und wird gerne auf Toast oder auf einem Weizenmehlfladen namens Bake gegessen. Auch auf den umliegenden Karibikinseln (insbesondere auf Barbados) sowie in den Trini-Communities in den USA, Kanada und Großbritannien ist Buljol bekannt.

## Zubereitung
Zur Zubereitung wird der stark salzige Kabeljau, bacalao genannt, von Haut und Gräten befreit, grob zerteilt und dann gekocht oder mehrmals mit kochendem Wasser übergossen, um möglichst viel Salz zu entfernen. Danach wird der Fisch zerkleinert und mit den kleingehackten Tomaten und Chilis vermengt. Je nach Geschmack können weitere Zutaten hinzugegeben werden. Zwiebeln, Paprika und Olivenöl sind gängig, aber auch Knoblauch, hartgekochte Eier, Kopfsalat, Weißwein, Zitronensaft und diverse Kräuter lassen sich hinzufügen. An Stelle von Kabeljau werden je nach Verfügbarkeit auch Köhler, Seehecht oder Wels verwendet. Eine alternative Zubereitungsart ist das Anbraten aller Zutaten und anschließendes Kochen des Gerichts; der Salat wird in diesem Fall warm serviert. Typische Beilagen sind unter anderem hartgekochte Eier und einheimische Backwaren wie Bake (ein kleines, frittiertes Brot), Hops (ein weiches Brötchen) oder Coconut Bake (ein leicht süßliches Brot mit Kokosmilch und braunem Zucker).